# Врадище
Врадище (на словашки: Vrádište) е село в окръг Скалица, Търнавски край, западна Словакия. Населението му е 846 души.
Разположено е на 165 m надморска височина, на 4 km югозападно от град Скалица. Площта му е 4,25 km². Кмет на селото е Петер Данайка.